# Chamonix-Mont-Blanc
Chamonix-Mont-Blanc (pronuncia: [ʃa.mɔ.ni mɔ̃ blɑ̃], in arpitano savoiardo Chamônix e in grafia Conflans Shamoni, pronuncia: [θamuni]; italiano desueto: Sciamonì) è un comune francese di 9 378 abitanti situato nel dipartimento dell'Alta Savoia della regione dell'Alvernia-Rodano-Alpi. Grande stazione sciistica conosciuta in tutto il mondo, la città ha ottenuto nel 2015 il titolo Città alpina dell'anno, ed è collegata al comune di Courmayeur (AO), in Italia attraverso il traforo del Monte Bianco e quindi all'autostrada A5 per Torino, confina anche con la Svizzera.

## Geografia fisica

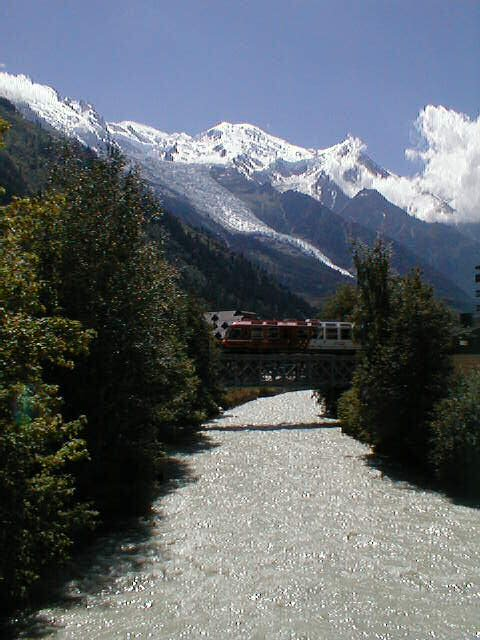
Il fiume Arve a Chamonix

Si trova ai piedi del Monte Bianco e del suo massiccio nella valle dell'Arve bagnata dal fiume omonimo che ha qui la sua sorgente.

## Storia
La valle fu menzionata per la prima volta nel 1091, quando fu concessa dal conte di Ginevra all'Abbazia benedettina della Sacra di San Michele, vicino a Torino, che all'inizio del XIII secolo vi aveva stabilito un priorato. Nel 1786 gli abitanti acquistarono la loro libertà dai canonici di Sallanches, dove era stato trasferito il priorato nel 1519.
Nel 1530 gli abitanti ottennero dal conte di Ginevra il privilegio di tenere due fiere all'anno, mentre la valle era spesso visitata dagli ufficiali civili e dai vescovi di Ginevra (prima visita registrata nel 1411, mentre San Francesco di Sales vi arrivò nel 1606).
Chamonix faceva parte della storica terra di Savoia emersa come territorio feudale di Casa Savoia tra l'XI e il XIV secolo. Il territorio storico è condiviso tra gli attuali Stati di Francia, Italia e Svizzera. La Casa Savoia divenne la casa reale sopravvissuta più lunga d'Europa: governò la Contea di Savoia fino al 1416 e poi il Ducato di Savoia dal 1416 al 1860.
La prima pubblicazione (1744) di un resoconto della loro visita fu quella di Richard Pococke, William Windham e altri, come gli inglesi che visitarono il Mer de Glace nel 1741. Nel 1742 arrivarono P. Martel e diversi altri ginevrini, nel 1760 Horace-Bénédict de Saussure, così come più tardi Marc-Theodore Bourrit.
La crescita del turismo all'inizio del XIX secolo portò alla nascita della Compagnie des guides de Chamonix nel 1821, per regolare l'accesso ai pendii delle montagne (che erano di proprietà comunale o cooperativa). Questa associazione deteneva il monopolio delle guide dalla città fino a quando non fu sciolta dall'azione del governo francese nel 1892; successivamente le guide dovevano essere in possesso di un diploma rilasciato da una commissione composta da funzionari e membri del Club alpino francese oltre che da residenti locali.
Dalla fine del XIX secolo in poi, lo sviluppo turistico è stato dominato da iniziative nazionali e internazionali oltre che da imprenditori locali, sebbene la comunità locale fosse sempre più dipendente e attiva nell'industria del turismo.
Nel 1916, il comune fece pressioni per cambiare il suo nome da Chamonix a Chamonix-Mont-Blanc. In seguito alla perdita del monopolio, la Compagnie si riformò come associazione di guide locali e mantenne un ruolo importante all'interno della società locale; forniva i servizi di una associazione di promozione sociale ai suoi membri, e nel XX secolo molti di loro erano noti alpinisti e divulgatori del turismo di montagna, in particolare il romanziere Roger Frison-Roche, il primo membro della Compagnie a non essere nato a Chamonix.
L'organizzazione dei primi Giochi Olimpici Invernali a Chamonix nel 1924 (dal 25 gennaio al 5 febbraio) aumentò ulteriormente il profilo di Chamonix come destinazione turistica internazionale.
Durante la seconda guerra mondiale, a Chamonix operava un istituto per l'infanzia abbandonata, in cui diverse dozzine di bambini ebrei erano nascosti ai nazisti. Alcuni di coloro che li nascosero furono riconosciuti come Giusti fra le nazioni.
Negli anni 1960, l'agricoltura era stata ridotta a un'attività marginale, mentre il numero di posti letto per turisti disponibili era salito a circa 60 000 entro la fine del XX secolo, con circa 5 milioni di visitatori all'anno.

### Simboli
Lo stemma comunale è stato adottato negli anni Trenta del XX secolo.

## Società

### Evoluzione demografica
Abitanti censiti

## Monumenti e luoghi d'interesse

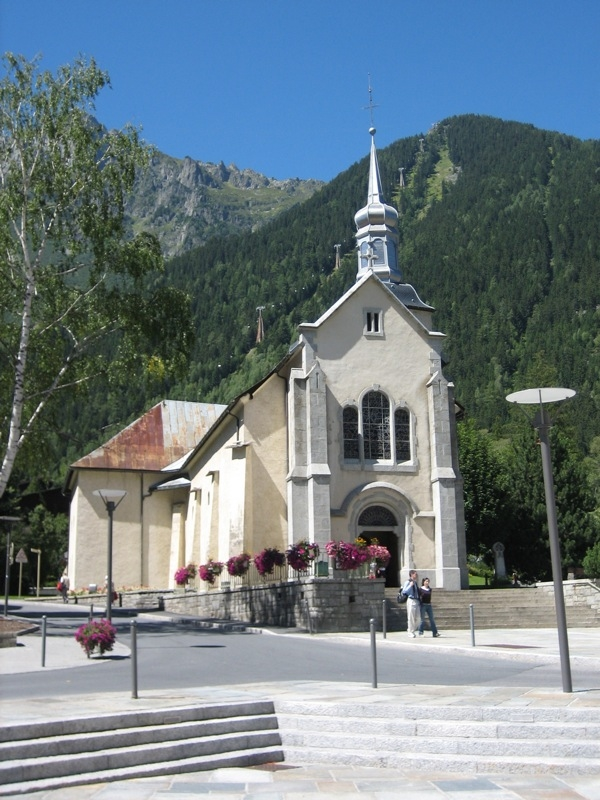
Chiesa di San Michele

- Chiesa di San Michele di Chamonix-Mont-Blanc
- Museo alpino di Chamonix
- Centro d'esposizione Tairraz
- Museo dei cristalli
- Espace mémoire chalet l'Alpenros

## Cultura

### Cinema

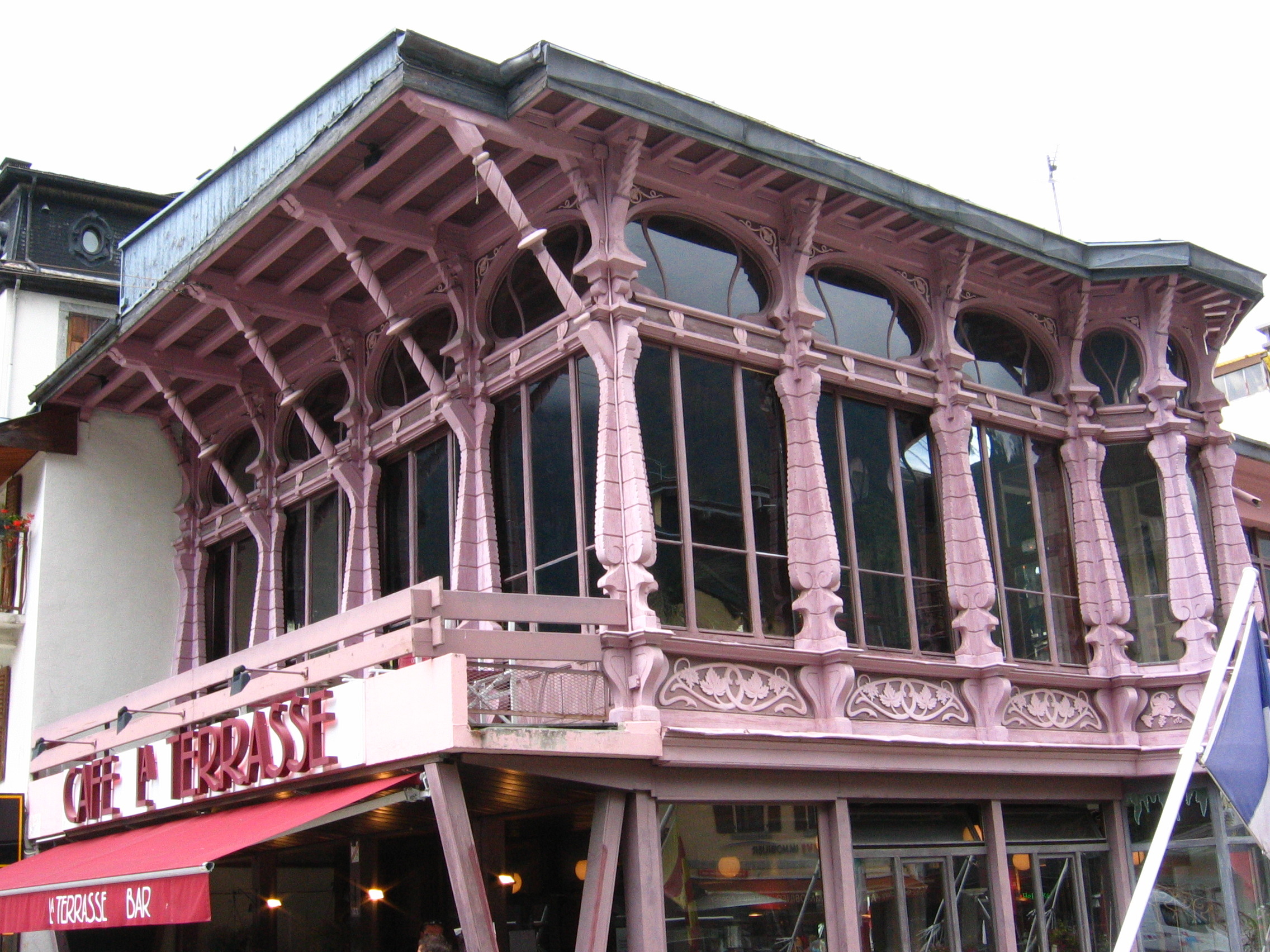
Esempio di stile Art Nouveau

- Premier de cordée, di Louis Daquin adattamento di Roger Frison-Roche;
- La Neige en deuil, di Edward Dmytryk;
- Les Boys 2;
- Premier de cordée (telefilm), di Hiroz e Niermans;
- Malabar Princess, di Gilles Legrand, adattamento di una storia vera;
- Les Aiguilles rouges, di Jean-François Davy.

## Economia

### Turismo
Da Chamonix parte la teleferica Aiguille du Midi che raggiunge l'omonima vetta e, proseguendo con la telecabina Panoramic Mont Blanc raggiunge Punta Helbronner da cui, con la funivia Skyway Monte Bianco si scende nella frazione di Entrèves nel comune di Courmayeur, posta all'imbocco del traforo del Monte Bianco. Il percorso si può fare in entrambi i versi, sia partendo da Chamonix sia partendo da Courmayeur. Il percorso è ben visualizzato su Mont Blanc Natural Resort, il portale dedicato ai collegamenti italo-francesi.
Importante stazione sciistica è la sua località Argentière.

## Amministrazione

### Gemellaggi
- Aspen
- Cilaos
- Courmayeur, dal 1966
- Aosta, dal 1957
- Davos
- Fujiyoshida
- Garmisch-Partenkirchen

## Galleria d'immagini

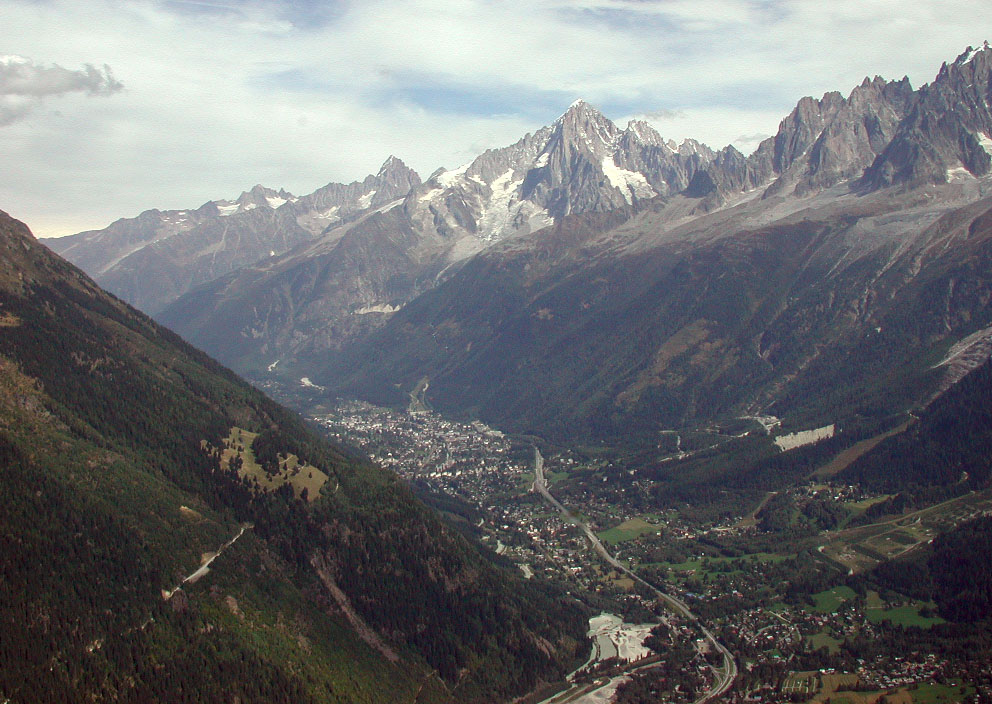
Valle di Chamonix
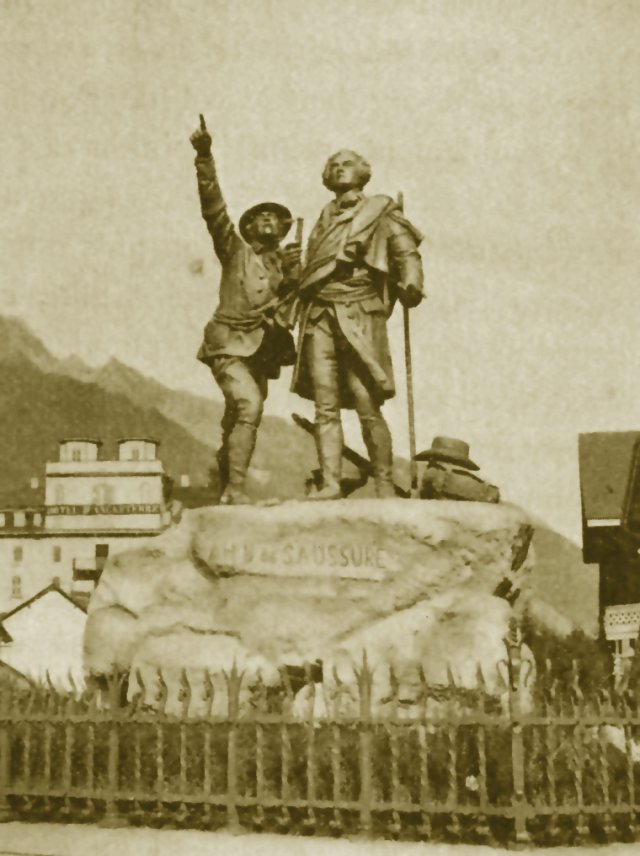
Monumento
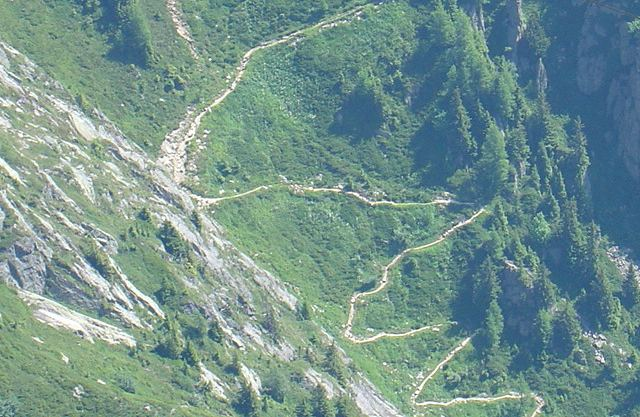
Visuale dalla Funivia dei Ghiacciai
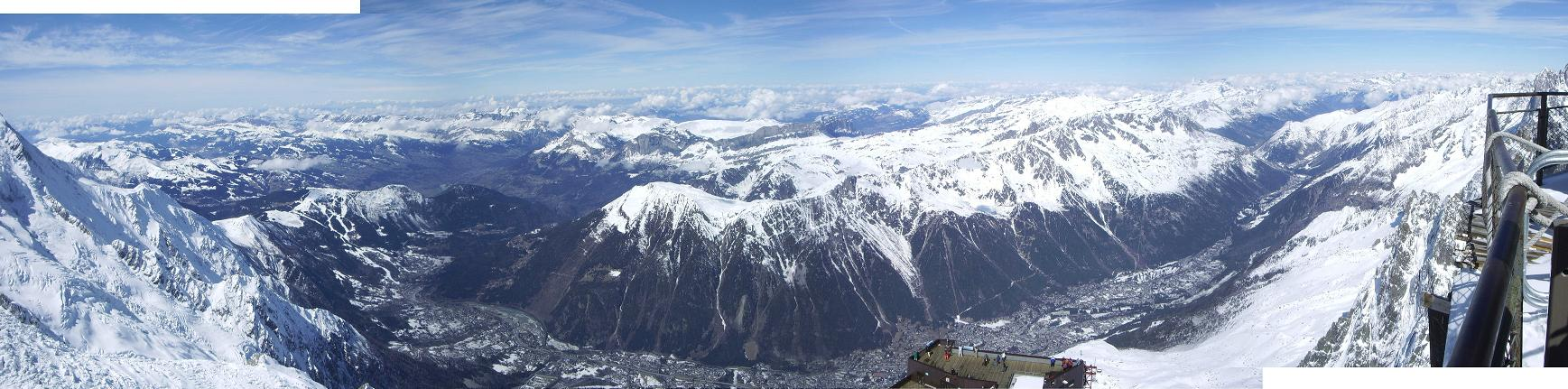
Panorama della valle di Chamonix
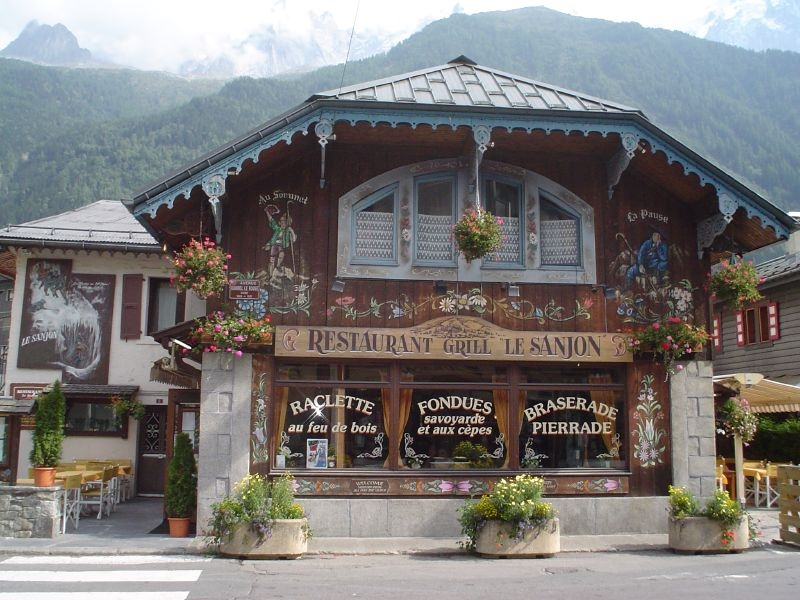
La facciata di un ristorante tipico di Chamonix
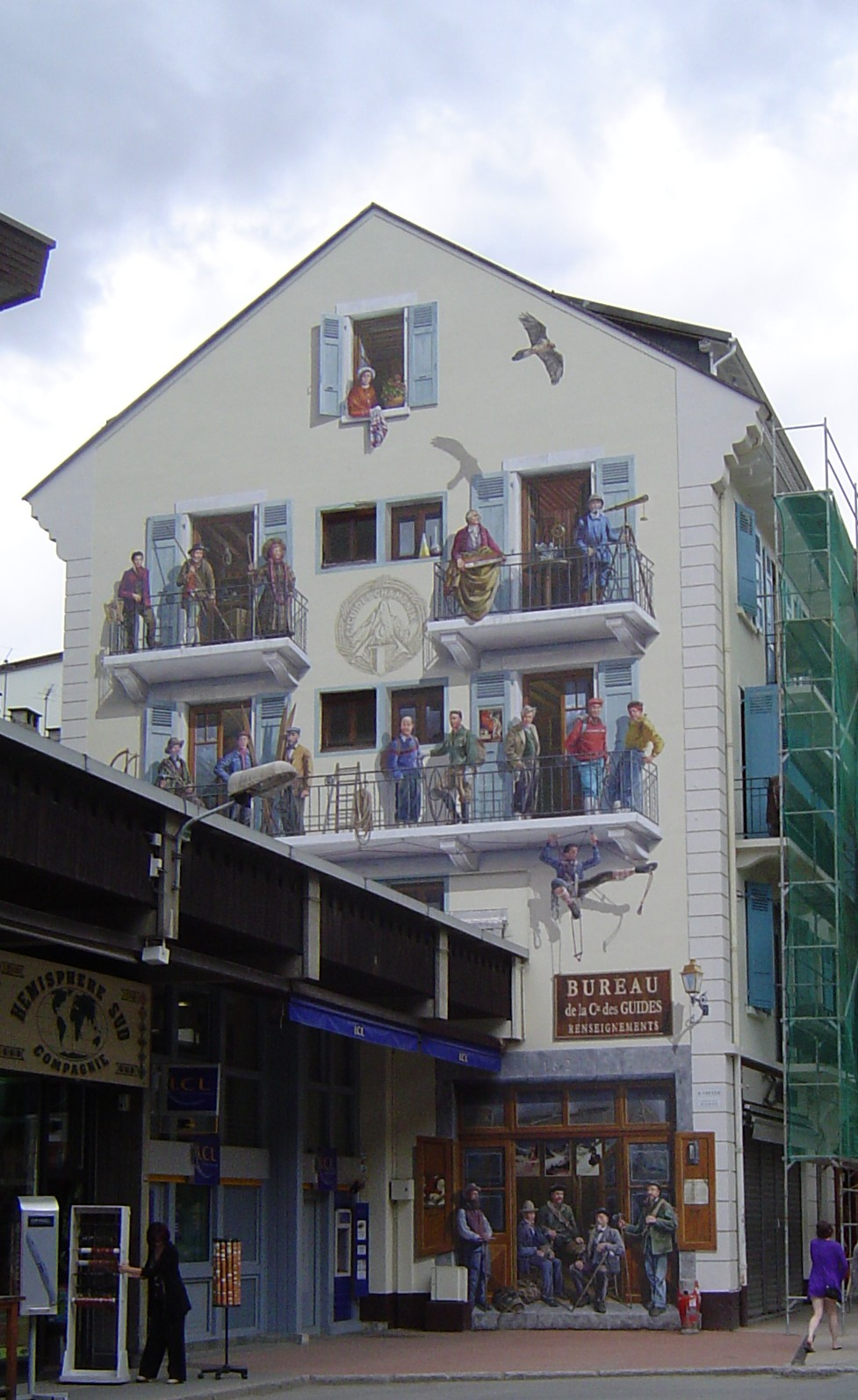
Affresco da 160 m² nel centro della città
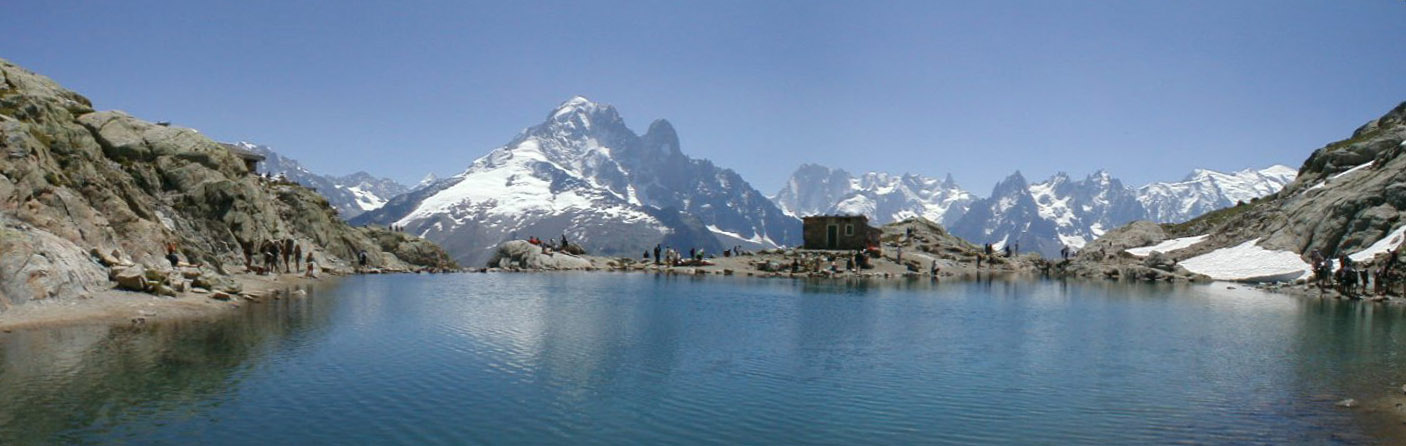
Il lago Bianco
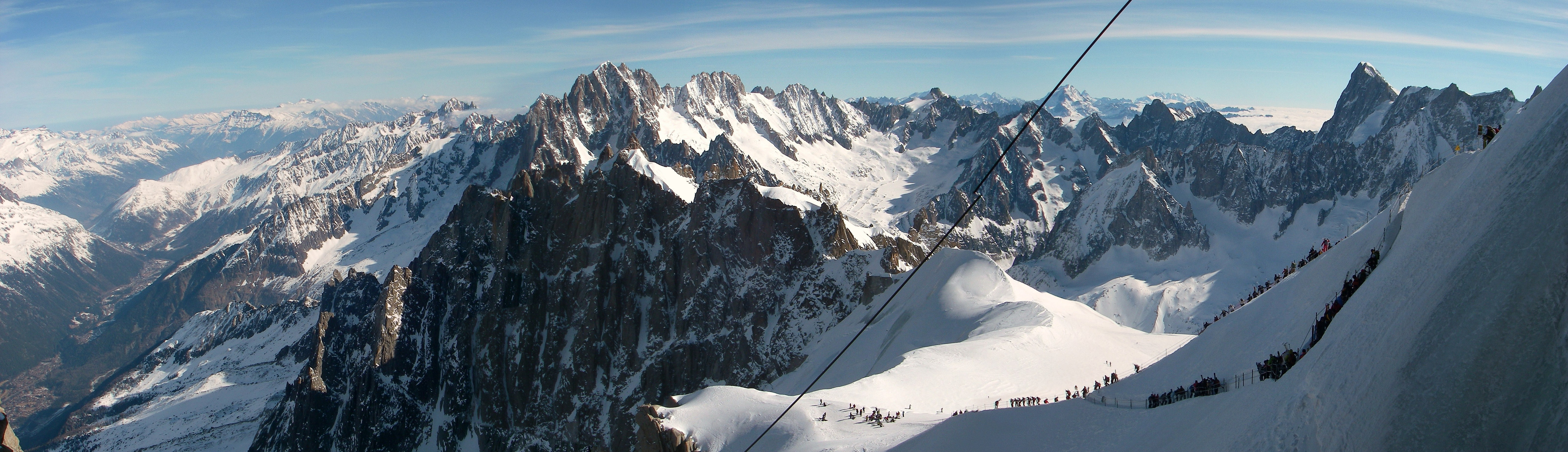
La valle Blanche
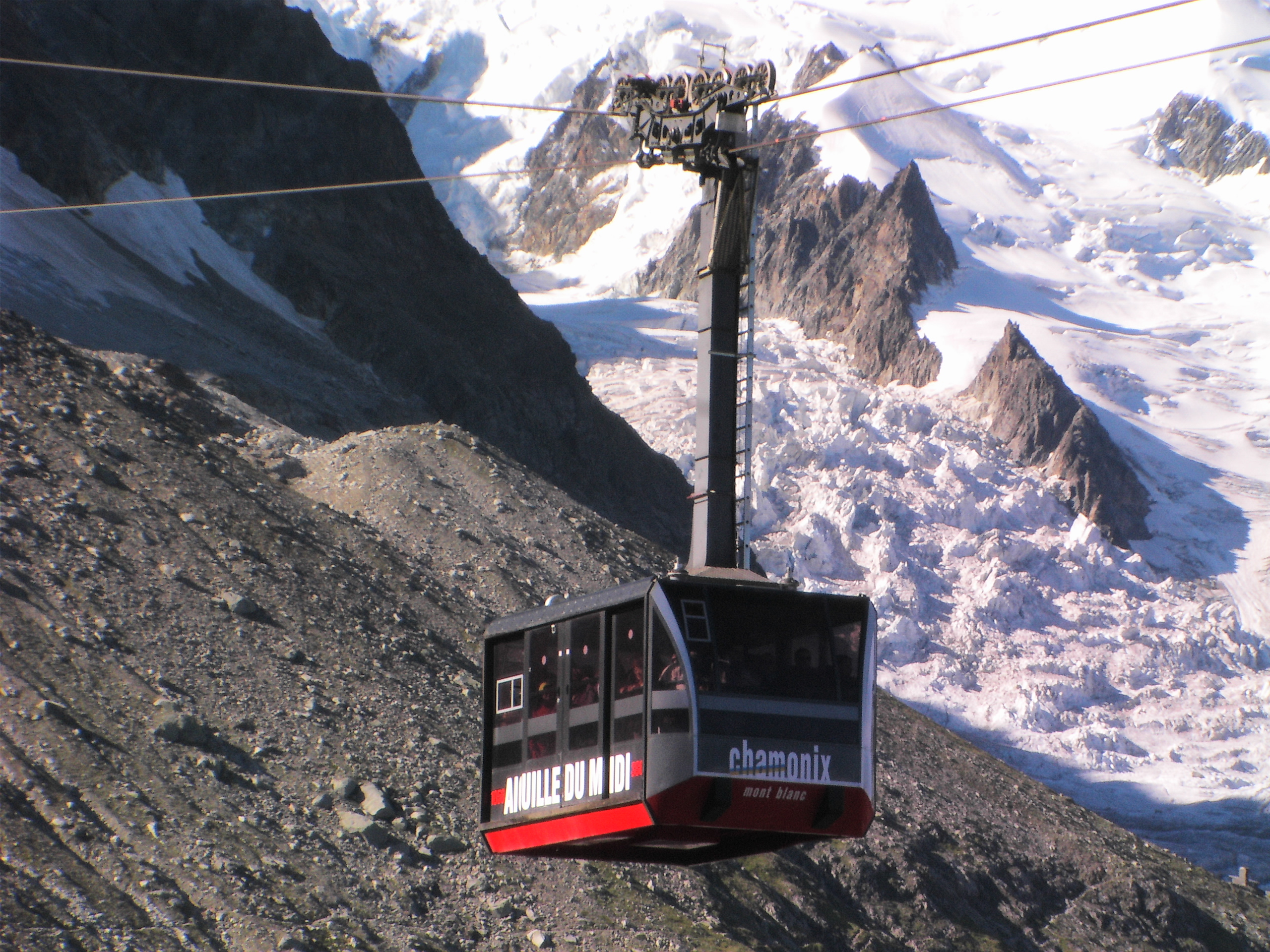
Funivia dell'Aiguille du Midi
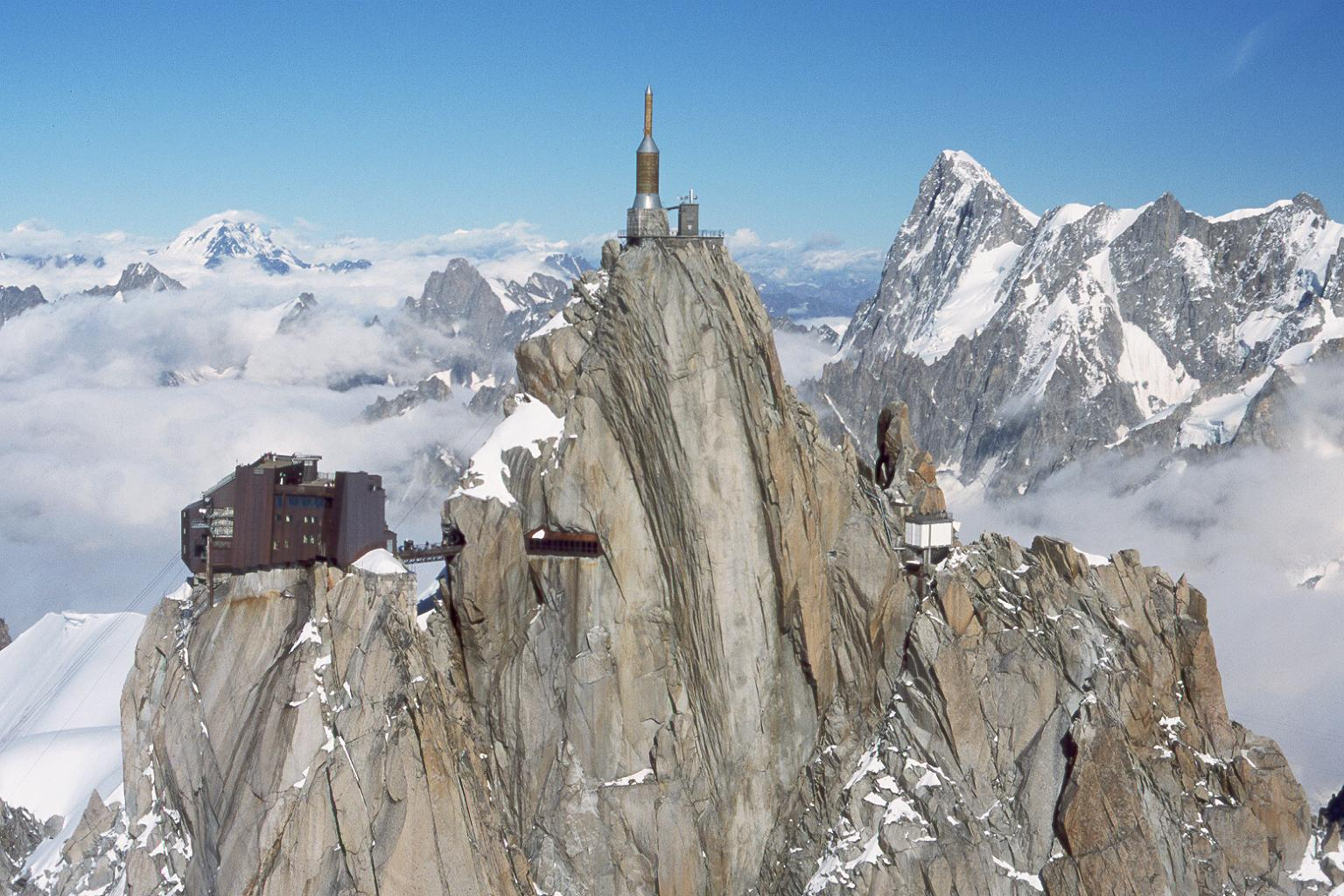
La Aiguille du Midi